# Ingrid Karta-Bink
Ingrid Karta-Bink (Paramaribo, circa 1971/1972) is een Surinaams politicus. Ze is lid van Pertjajah Luhur (PL) en werd in 2010 geïnstalleerd als eerste vrouwelijke districtscommissaris van Commewijne. In 2015 werd ze gekozen tot lid van De Nationale Assemblée (DNA). Van juli 2019 tot juli 2020 was Karta-Bink waarnemend voorzitter van de fractie. Na de verkiezingen stapte ze over naar de Nationale Democratische Partij (NDP).

## Biografie

### Jeugd en onderwijsloopbaan
Bink werd rond 1971/1972 geboren in Paramaribo en groeide op in Meerzorg in het district Commewijne. Ze is het vierde van vijf kinderen en groeide ook met andere bevolkingsgroepen op, waardoor ze bijvoorbeeld ook Hindoestaans spreekt. Haar district is in de afgelopen jaren volgens haar verwaarloosd, met slecht onderhouden wegen en niet opgehaalde loostrenzen, en bijna niet tot ontwikkeling gekomen.
Ze begon haar loopbaan als lerares op de OS de Hulp ten oosten van Tamanredjo. Vijf jaar later werd ze schoolhoofd van OS Mariënburg, waar ze tien jaar aanbleef. Belangrijk in deze jaren was voor haar dat zwakke leerlingen uit konden groeien tot sterke leerlingen die de volgende klas konden bereiken. Ze werkte vooral met aanschouwelijk materiaal omdat kinderen beter onthouden wat ze hebben gezien. In het algemeen zou dit soort schoolmateriaal volgens haar steeds minder gebruikt worden in Suriname. Verder neemt ze meer criminaliteit waar dan vroeger en haken meer kinderen van school af. Volgens haar zou de economische situatie in Suriname jongeren ertoe dwingen om vroeg te gaan werken.

### Actief voor Pertjajah Luhur
Toen ze zeventien was, zag ze zichzelf op latere leeftijd als iemand die het op zou nemen voor andere mensen en zou uitgroeien tot de stem van het volk. Toen haar interesse in de politiek groeide en ze zich aansloot bij PL, werd haar de rol van politica echter niet in de schoenen geworpen. Ze ondervond tegenwerking binnen de partij die ze omschrijft als een anti-vrouwenbeweging die haar probeerde te boycotten. De mannen die daartoe behoorden zouden niet meer lid zijn van PL en zijn overgelopen naar andere partijen, aldus vertelde ze in een interview met Parbode in 2017.

### Districtscommissaris Commewijne
Toen de NDP na de verkiezingen van 2010 23 uit 51 zetels had behaald, gingen de A-Combinatie en haar partij (die in de alliantie V7 had meegedaan) een regeringscoalitie aan, waardoor verschillende ministersposten beschikbaar kwamen. Daarnaast kwam een post voor districtscommissaris vrij. Zij werd als kandidaat voorgedragen en vervolgens op 18 juni 2011 geïnstalleerd als eerste vrouwelijke districtscommissaris van Commewijne. In deze tijd vond ze steun bij Bas Ahmadali, een bepleiter van decentralisatie van politiek bestuur. In deze functie bleef ze aan tot april 2014, toen PL uit de regeringscoalitie werd gezet. Haar functie werd de eerste dagen waargenomen door districtscommissaris Mike Nerkust en vervolgens ingevuld door de NPS'er Remi Pollack.

### Landelijke politiek
Vervolgens deed ze voor PL mee als lijstaanvoerder van het district Commewijne tijdens de verkiezingen van 2015. Ondanks het grote verlies van de verkiezingsalliantie V7, wist PL het verlies beperkt te houden met een teruggang van 6 naar 5 zetels. Daarna stapten niettemin drie parlementsleden van PL over naar de NDP van president Bouterse: Diepak Chitan en Raymond Sapoen gelijk in het eerste jaar en William Waidoe in 2019. Het laatste vertrek ontlokte bij Karta-Bink de uitspraak: "President houdt van verraad, niet van de verraders." Op 4 juli 2019 werd ze als waarnemend fractievoorzitter de rechterhand van fractieleider Paul Somohardjo.
Tijdens de verkiezingen van 2020 werd ze niet herkozen in DNA; haar partij had het stemadvies op Evert Karto gegeven met de vergeefse hoop met Karta-Bink een tweede zetel binnen te halen in Commewijne. Ook een ministerspost ging later aan haar voorbij. Op 25 september 2020 maakte ze in een open brief bekend alle functies bij de PL op te zeggen en het partijlidmaatschap te hebben beëindigd.
Tijdens de verkiezingen van 2025 stond zij op nummer 20 van de lijst van de NDP. Zij werd op 28 juli 2025 lid van DNA, nadat er zetels vrijkwamen door de vorming van het nieuwe kabinet.